# Yvonne Mitchell (judoka)
Yvonne Mitchell (27 de abril de 1974) es una deportista australiana que compitió en judo. Ganó tres medallas de bronce en el Campeonato de Oceanía de Judo entre los años 1996 y 2000.

## Palmarés internacional
| Campeonato de Oceanía | Campeonato de Oceanía      | Campeonato de Oceanía | Campeonato de Oceanía |
| Año                   | Lugar                      | Medalla               | Categoría             |
| --------------------- | -------------------------- | --------------------- | --------------------- |
| 1996                  | Wellington (Nueva Zelanda) | Medalla de bronce     | –56 kg                |
| 1998                  | Apia (Samoa)               | Medalla de bronce     | –57 kg                |
| 2000                  | Sídney (Australia)         | Medalla de bronce     | –57 kg                |